# Wyryki-Kolonia
Pour les articles homonymes, voir Wyryki.
Wyryki-Kolonia (prononciation [vɨˈrɨki kɔˈlɔɲa]) est un village de la gmina de Wyryki, du powiat de Włodawa, dans la voïvodie de Lublin, situé dans l'est de la Pologne.
Il est le siège administratif (chef-lieu) de la gmina rurale de Wyryki.
Wyryki-Kolonia se situe à environ 12 kilomètres à l'ouest de Włodawa (siège du powiat) et 67 kilomètres au nord-est de Lublin (capitale de la voïvodie).
Sa population s'élevait à 387 habitants en 2008.

## Administration
De 1975 à 1998, le village est attaché administrativement à l'ancienne voïvodie de Chełm.
Depuis 1999, il fait partie de la nouvelle voïvodie de Lublin.